# Llengües magdalèniques
Les llengües magdalèniques formen la branca més meridional de les llengües txibtxa, parlades a Colòmbia i Veneçuela.

## Classificació
Les llengües magdalèniques es divideixen en dos grans grups:
1. Magdalènic meridional
a. Llengües cundicocúyiques
- Muisca
- Duit

b. Tunebo (U'wa)
- Occidental 700 (1998)
- Central 2.500 (2000)
- Barro Negro 300 (1981)
- Angosturas 50 (2009)

c. Barí 5.390 (2001)
2. Magdalènic septentrional
a. Llengües arhuaques
a1.Kogui 11.000 (2007)
a2. Llengües arhuàciques orientals-meridionals
i.Llengües arhuàciques orientals
- Damana (wiwa o malayo) 1.920 (2001); 6.600 (2010)
- Atanque (kankui o kankuamo)†

ii.Ica 14.800 (2001)
b.Chimila 2.000 (2006)
Alguns autors prefereixen considerar al chimila i al barí com a branques independents pel que divideixen les llengües magdalèniques en quatre branques: cundiocúyica, arhácica, chimila i barí.

## Descripció lingüística

### Comparació lèxica
Els numerals en diferents varietats magdaléniques són:
| GLOSSA | Septentrional | Septentrional | Meridional     | Meridional | Meridional | PROTO- MAGDALÈNIC |
| GLOSSA | PROTO- ARHUAC | Chimila       | Muisca clàssic | Tunebo     | Barí       | PROTO- MAGDALÈNIC |
| ------ | ------------- | ------------- | -------------- | ---------- | ---------- | ----------------- |
| '1'    | *ekwa         | tiːɁte        | ata            | ubisti     | itóp       | ?                 |
| '2'    | *móuga        | tiːɁmuʰna     | boʦa           | bukái      | issámi     | *ᵐbúka            |
| '3'    | *máigwa       | tiːɁmaʰna     | mika           | bai        | biténtkou  | *ᵐbai             |
| '4'    | *maʔkáiwa     | ᵐbriːɁɟeːɁe   | muika          | bakái      | intó akóu  | *ᵐbakái           |
| '5'    | *atigwa       |               | hycsa          | esí        | kobá       | *-tikʷ-           |
| '6'    | *teingwa      |               | ta             | terai      |            | *ter-             |
| '7'    | *kugwa        |               | kuhubkwa       | kukuí      |            | *kuku-            |
| '8'    | *abiwa        |               | suʦa           | abi        |            | *abi-             |
| '9'    | *ikawa        |               | aka            | estari     |            | ?                 |
| '10'   | *ugwa         |               | hubčihika      | ukasi      |            | *ukʷa-            |